# Casa de las Américas

Tòa nhà chính của Casa de las Américas ở Vedado/La Habana.

Casa de las Américas là tổ chức được chính phủ Cuba thành lập vào tháng 4 năm 1959, bốn tháng sau Cách mạng Cuba, nhằm mục đích phát triển và mở rộng quan hệ văn hóa xã hội với các nước Mỹ Latinh, Caribe và phần còn lại của thế giới. Ban đầu là nhà xuất bản và trung tâm thông tin, rồi dần dần phát triển thành tổ chức văn hóa nổi tiếng và uy tín nhất ở Cuba. Tổ chức này trao Giải thưởng Casa de las Américas cho một số hạng mục văn học và tạp chí chính thức mang tên Casa de las Américas được xuất bản từ năm 1961.

## Lịch sử
Tổ chức này do Haydée Santamaría lập ra, bà vốn là thành viên thuộc Phong trào 26 tháng 7 và là một trong số ít phụ nữ trực tiếp tham gia vào các lữ đoàn cách mạng. Dưới sự lãnh đạo của bà, trong hai thập kỷ tiếp theo, tổ chức này đã trở thành nơi ẩn náu về thể chất và văn hóa cho giới văn nghệ sĩ, vốn phải chịu sự đàn áp tại quê hương của họ vì ủng hộ công bằng xã hội và phản đối chế độ độc tài quân sự. 
Tổ chức này trao Giải thưởng Casa de las Américas, một trong những giải thưởng lâu đời và danh giá nhất trong văn học Mỹ Latinh. Nó cũng nghiên cứu, hỗ trợ và xuất bản tác phẩm của giới nhà văn, nhà điêu khắc, nhạc sĩ, nghệ sĩ và sinh viên văn học và nghệ thuật khác. Cơ quan ngôn luận chính thức là tờ tạp chí Casa de las Américas, xuất bản từ năm 1961. Tạp chí này ban đầu chỉ là một tạp chí văn học nhưng về sau trở thành tạp chí tin tức tổng hợp tập trung vào mảng lịch sử và chính trị quốc tế. Nó cũng xuất bản Boletín, một tạp chí chuyên về âm nhạc Mỹ Latinh, Criterios, chuyên về lý thuyết và phê bình, và Anales de Caribe, tập san học thuật dành cho giới chuyên gia Caribe trong tất cả các lĩnh vực.
Sau cái chết của Santamaría vào năm 1980, Casa de las Américas do họa sĩ Mariano Rodriguez (1912–1990) dẫn dắt. Từ năm 1986 đến năm 2019, Chủ tịch đời tiếp theo là nhà thơ và nhà tiểu luận Roberto Fernández Retamar (1930–2019). Abel Prieto Jiménez (sinh năm 1950) đảm nhận chức vụ chủ tịch từ sau cái chết của Retamar.